# Stresa-front
Het Stresa-front was een pact tussen het Verenigd Koninkrijk, Frankrijk en Italië in 1935. Opzet van het front was de validatie van het Verdrag van Locarno en de verklaring dat Oostenrijkse onafhankelijkheid ten voordele was van deze drie staten. Deze overeenkomst werd in april 1935 gesloten nabij de Italiaanse stad Stresa, op een eiland in het Lago Maggiore. 
De reden van deze bijeenkomst was de verklaring van nazi-Duitsland van een maand eerder,  om bewust het Verdrag van Versailles te schenden door zich niet te houden aan het militaire aspect van het verdrag. Dit door de wapenproductie op te drijven en militaire dienstplicht in te voeren.
Het Stresa-front hield het twee maanden uit. Engeland ondergroef de overeenkomst door een navaal akkoord te sluiten met Duitsland. De Engelsen gingen, door dit akkoord te sluiten, in tegen het Verdrag van Versailles, zonder raadpleging van de leden van het front. Het akkoord tussen Duitsland en Engeland gaf Duitsland de mogelijkheid de productie van marine-schepen en duikboten op te drijven. Toen Benito Mussolini Abessinië begon te veroveren viel het Stresa-front en gleed Mussolini langzaamaan in de armen van Adolf Hitler.
Het Stresa-front was dus volkomen in zijn opzet mislukt; namelijk een front vormen als antwoord op Hitlers imperialistische aspiraties.